# Saverio Ragno
Saverio Ragno (* 6. Dezember 1902 in Trani; † 22. April 1969 in Sacile) war ein italienischer Degen- und Florett-Fechter. Er gewann 1936 eine olympische Goldmedaille und wurde sieben Mal Weltmeister.
Er war der Vater von Antonella Ragno-Lonzi und damit der Schwiegervater von Gianni Lonzi.

## Karriere
Die erste Fechtweltmeisterschaft wurde 1937 ausgetragen, Vorläuferwettbewerb war die internationale Meisterschaft. 1930 gewann Ragno mit der italienischen Florettmannschaft Gold bei der internationalen Meisterschaft, mit der Degenmannschaft belegte er den zweiten Platz hinter der belgischen Mannschaft. 1931 gehörte Ragno in beiden Waffengattungen zum siegreichen italienischen Team. Bei den Olympischen Spielen 1932 belegte Ragno in der Degeneinzelwertung den vierten Platz hinter seinem Landsmann Carlo Agostoni. Die italienische Mannschaft mit Carlo Agostoni, Giancarlo Cornaggia Medici, Renzo Minoli, Saverio Ragno und Franco Riccardi erfocht die Silbermedaille hinter der französischen Equipe. 
1933 gewann Ragno sowohl mit der Florett-Mannschaft als auch mit der Degen-Mannschaft bei der internationalen Meisterschaft. Im Einzelfinale des Degenturniers unterlag er dem Franzosen Georges Buchard. 1934 erkämpfte Ragno mit der Degen-Mannschaft Silber, 1935 erhielt er Bronze im Degen-Einzel. Bei den Olympischen Spielen 1936 erreichte Ragno mit dem Degen das Einzelfinale, Gold gewann Franco Riccardi, Ragno erhielt Silber vor Giancarlo Cornaggia Medici. Diese drei Fechter siegten zusammen mit Giancarlo Brusati,  Edoardo Mangiarotti und Alfredo Pezzana auch in der Mannschaftswertung. 
Bei der ersten offiziellen Fechtweltmeisterschaft 1937 in Paris gewannen Carlo Agostoni, Roberto Battaglia, Dario Mangiarotti, Edoardo Mangiarotti, Saverio Ragno und Mario Visconti die Goldmedaille mit dem Florett vor der französischen Equipe. 1938 in Piešťany gewann die französische Mannschaft im Finale gegen die Schweden, die italienische Degenmannschaft erfocht die Bronzemedaille. 
Nach dem Zweiten Weltkrieg fand die erste Weltmeisterschaft 1947 in Lissabon statt; Ragno gewann zwei Medaillen: Silber mit der Florettmannschaft, Bronze mit der Degenmannschaft. An den Olympischen Spielen 1948 nahm Ragno nur mit der Florettmannschaft teil. Zusammen mit Edoardo Mangiarotti, Giuliano Nostini, Renzo Nostini, Giorgio Pellini und Manlio Di Rosa gewann er Silber nach einer Niederlage gegen die Franzosen. Seine letzte internationale Medaille gewann Ragno im Alter von 48 Jahren, als er bei den Fechtweltmeisterschaften 1950 zusammen mit Manlio di Rosa, Edoardo Mangiarotti, Alessandro Mirandoli, Renzo Nostini und Giorgio Pellini Florettweltmeister werden konnte.
Ragno gewann mit dem Degen fünf italienische Meistertitel. Seine Tochter Antonella Ragno-Lonzi war ebenfalls eine erfolgreiche Fechterin; drei Jahre nach Saverio Ragnos Tod wurde sie Olympiasiegerin mit dem Florett.